# João Pedro Escobar Marques-Pereira
João Pedro Escobar Marques-Pereira (Porto Alegre, 13 de março de 1933 – Porto Alegre, 6 de junho de 2017) foi um médico brasileiro.
Graduado em medicina pela Universidade Federal do Rio Grande do Sul (UFRGS) em 1956. Foi eleito membro da Academia Nacional de Medicina em 2001, sucedendo José Clemente Magalhães Pinto na Cadeira 98, que tem Adolfo Frederico Luna Freire como patrono.